# Cure for Pain
Albums de Morphine
Good
(1992) Yes
(1995)
Cure for Pain est le deuxième album du groupe de rock alternatif américain Morphine. Il est sorti en 1993.

## Titres
Compositions de Mark Sandman.
1. Dawna (0:44)
2. Buena (3:19)
3. I'm Free Now (3:24)
4. All Wrong (3:40)
5. Candy (3:14)
6. A Head with Wings (3:39)
7. In Spite of Me (2:34)
8. Thursday (3:26)
9. Cure for Pain" (3:13)
10. Mary Won't You Call My Name? (2:29)
11. Let's Take a Trip Together (2:59)
12. Sheila (2:49)
13. Miles Davis' Funeral (1:41)

## Musiciens
- Mark Sandman - slide basse 2-cordes; tritar; guitare; orgue; chant.
- Dana Colley - saxophone baryton et ténor, voix
- Jerome Deupree - batterie.
- Billy Conway - batterie sur plages 9 et 11.
- Jimmy Ryan - mandoline sur plage 7
- Ken Winokur - percussions sur plage 13